# Gustave Miklos
Gustave Miklos (n. 1888- f.1967) fue un escultor húngaro, residente en París, Francia. Fue amigo de Joseph Csaky.

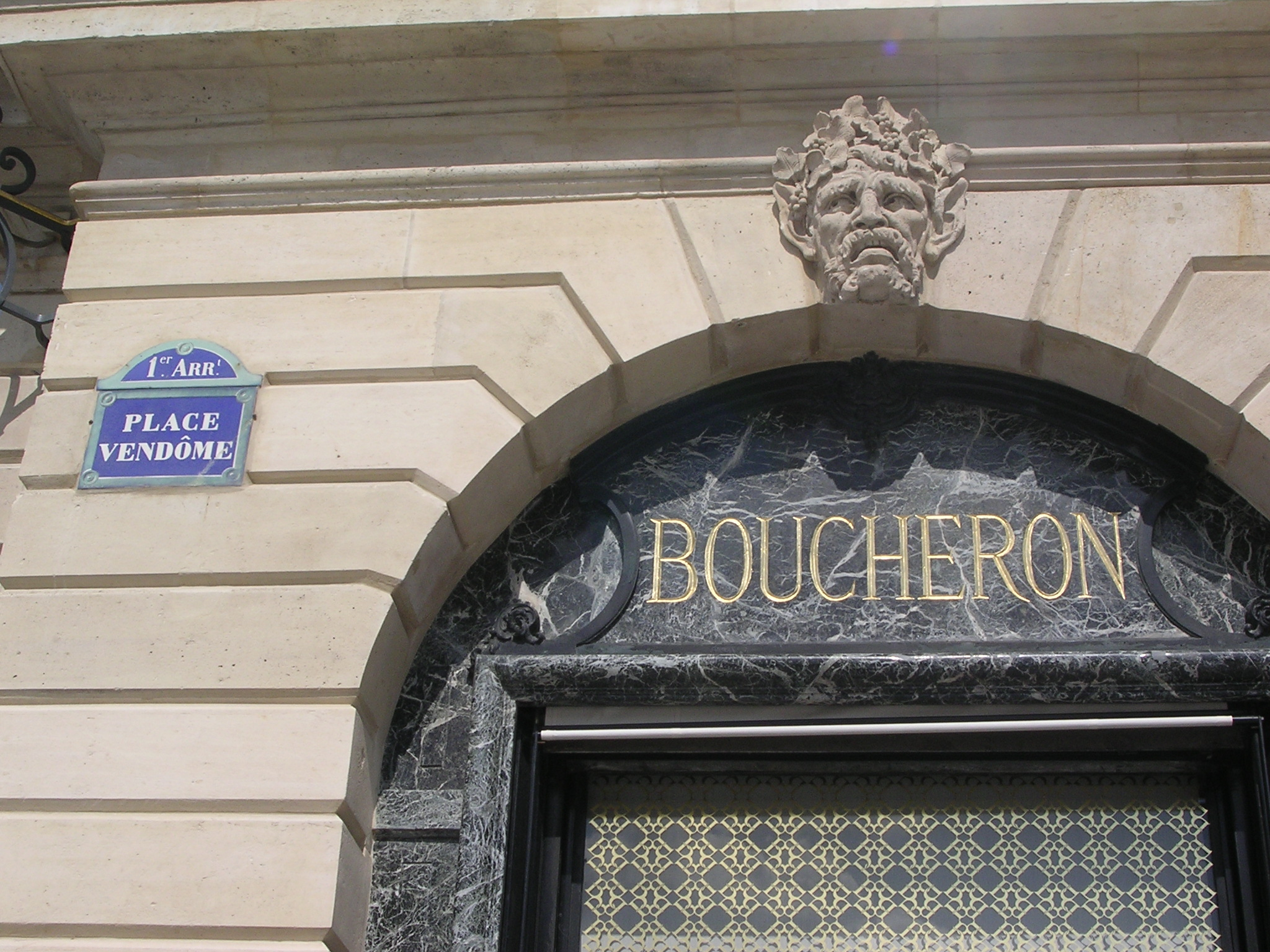
Tienda de Boucheron, para quien trabajó Gustave Miklos.

## Vida y obras
Se instaló en París para realizar su obra, incluida dentro del art déco. Trabajó con Jacques Doucet.
Miembro fundador de la Union des Artistes Modernes (UAM), en 1930.
Participó en la Exposición Universal de París de 1937.
Fue influenciado por el cubismo.
Trabajó con cristal de roca y produjo figuras de animales para la firma Boucheron.